# Hatton (Cheshire)
Hatton is een civil parish in het bestuurlijke gebied Cheshire West and Chester, in het Engelse graafschap Cheshire met 198 inwoners.